# Gopro
Gopro, Inc., marknadsfört som GoPro, ibland stiliserat GoPRO, tidigare Woodman Labs, Inc., är ett amerikanskt teknikföretag grundat 2002 av Nick Woodman. De tillverkar bland annat actionkameror samt utvecklar egna mobilapplikationer och redigeringsprogram.
Gopro utvecklade även en drönare, Karma, som släpptes i oktober 2016. I oktober 2016, innan lanseringen av drönaren, släppte Gopro kamerorna "Gopro HERO 5" och "Gopro HERO 5 Session"